# Santa Clara (Ponta Delgada)
Santa Clara ist eine portugiesische Freguesia im Concelho Ponta Delgada auf der Azoren-Insel São Miguel.
Sie wurde im Juli 2001 durch Abtrennung aus der Freguesia São José geschaffen und hat 2804 Einwohner (Stand 19. April 2021) auf 2,2 km².
An der Küste der Freguesia wurde 1945 der Leuchtturm Farol de Santa Clara als Ersatz für den 1942 durch einen Sturm zerstörten Leuchtturm im Hafen von Ponta Delgada errichtet.
Bekannt ist der zeitweise in der höchsten portugiesischen Fußball-Liga (Primeira Liga) spielende Club CD Santa Clara.

## Belege
1. ↑  www.ine.pt – Indikator Resident population by Place of residence and Sex; Decennial in der Datenbank des Instituto Nacional de Estatística
2. ↑  Übersicht über Code-Zuordnungen von Freguesias auf epp.eurostat.ec.europa.eu